# Ferdinand Lemaire
Ferdinand Lemaire (1832-1879) foi um libretista e poeta francês, mais conhecido por escrever o libreto da ópera de Camille Saint-Saëns, Samson et Dalila.
Lemaire era um crioulo, originário da Martinica, e se casara com um primo da esposa de Saint-Saëns. Saint-Saëns já havia estabelecido dois de seus poemas, "Souvenance" e "Tristesse", para voz e piano..  Aproximado pelo compositor para escrever um oratório sobre a história de Sansão e Dalila, Lemaire concordou, mas apenas se o trabalho fosse uma ópera.